# Samuel Lewisohn
Samuel Lewisohn (* 16. Juli 1809 in Hamburg; † 27. Dezember 1872 ebenda) war ein deutscher Kaufmann.

## Leben und Wirken
Die Eltern von Samuel Lewisohn waren Leonard (auch: Léon, Lion, Lyon) Lewisohn und dessen Gattin Fanny, geborene Haarbleicher. Samuel Lewisohn übernahm gemeinsam mit seinem Bruder Sally (* 3. Dezember 1812) das von seinem Vater gegründete Handelsunternehmen, das 1810 erstmals im Hamburger Adressbuch verzeichnet ist. Das erfolgreiche Unternehmen handelte mit Borsten, Posen, Pferde- und Menschenhaaren, Bettfedern, Eiderdaunen und Straußenfedern. Die Brüder, die als strenggläubige Juden galten, zündeten am Sabbat auch bei tiefsten Temperaturen kein Feuer an, da dies nicht erlaubte Arbeit gewesen wäre. Sally Lewisohn war einer der ersten Stifter der Talmud-Tora-Schule.

## Familie
Samuel Lewisohn heiratete am 7. September 1836 Julie Nathan aus Braunschweig. Die Trauung erfolgte durch den Rabbiner Isaak Bernays. Das Ehepaar hatte drei Söhne namens Julius, Leonard und Adolph und vier Töchter namens Friederike, Louise, Selly und Henriette. Nachdem seine Ehefrau Julie Lewisohn am 16. Januar 1856 gestorben war, heiratete Samuel Lewisohn am 27. März 1860 Pauline Jessel, die mit 22 Jahren deutlich jünger als er war. Das Ehepaar bekam mehrere Kinder, darunter Philipp (* 27. Februar 1861) und Albert (*4. August 1872).
Zum Zeitpunkt seines Todes waren Samuel Lewisohns Kinder aus zweiter Ehe noch nicht volljährig. Den Kindern aus erster Ehe hinterließ er je 32.000 Mark und zusätzlich jeweils 80.000 Mark aus dem Nachlass Julie Lewisohns'. Außerdem hatte er Spenden für mildtätige Stiftungen vorgesehen. Samuel Lewisohn hinterließ ein Wohnhaus an der Rothenbaumchaussee Nr. 72 sowie ein Grundstück an der Admiralitätstraße, das er mit seinem Bruder Sally besessen hatte.
Alle vier Söhne wanderten später nach New York City aus, wo sie es zu großem Ansehen und Wohlstand brachten. Neben dem Handel mit Blei und Kupfer arbeiteten sie auch als Bankiers. Zudem stifteten sie für viele Zwecke, darunter das Lewisohn-Stadium für 20.000 Zuschauer, eine deutsche Bibliothek für das City College of New York, aber auch für verschiedene Einrichtungen in Hamburg.

## Nachlass
Die Tatsache, dass über Samuel Lewisohn geforscht wurde, liegt an einer Stiftung, die Lewisohns Söhne Leonard, Adolph, Philipp und Albert ihm zur Ehre 1890 gründeten. Die Samuel-Lewisohn-Stiftung mit Sitz am Kleinen Schäferkamp Nr. 32 umfasste acht Freiwohnungen für Israeliten, die in Hamburg lebten, insbesondere jenen, die „in besseren Verhältnissen gelebt“ hatten. Die Wohnungen hatten je vier Zimmer, eine Küche sowie ein Zimmer für Mädchen. Im Keller waren zwei Läden mit dahinterliegenden Wohnräumen untergebracht, die gemietet werden konnten.
Während der Zeit des Nationalsozialismus übernahm die Reichsvereinigung der Juden in Deutschland 1942 die Stiftung. Die Einrichtung wurde zum Judenhaus erklärt, die vorherigen Einwohner deportiert. Während des Zweiten Weltkriegs blieb das Gebäude unbeschädigt. Heute wird es als Mietshaus genutzt.